# 壽老麻衣
壽老 麻衣（じゅろう まい、1990年10月27日 - ）は、日本のフリーアナウンサー。TBSスパークル（旧：キャスト・プラス）所属。

## 来歴・人物
神奈川県横浜市出身。身長159cm。桐蔭学園高等学校卒業。同校在学中、ドイツに留学。卒業後は立教大学に進学。立教大学在学中は、立教マスコミ塾に所属。U・LA・LA@7 (TOKYO MX) の学生アナウンサーを担当。日テレ学院、テレビ朝日アスク出身。 立教大学卒業後の2013年4月、RKB毎日放送にアナウンサーとして入社。2016年春よりウォッチ@24のメインキャスターに就任。キャスター就任直後に熊本地震の災害報道を経験したことから、同年夏に、防災士の資格を取得した。2018年5月、RKB毎日放送を退社し、同年10月よりTBS NEWSのキャスターに就任する。2023年3月、TBS NEWSを「卒業」。2024年12月、期間限定でTBS NEWSに復帰。

## 主な出演番組

### 過去
RKB入社前
- U・LA・LA@7 (TOKYO MX) 2010年6月 - 12月まで担当※学生アナウンサー

RKB入社後
- Voicebook
- 今日感テレビ日曜版（MC※天気担当）
- 安藤豊 どんどこサタデー
- ウォッチ@24（メインキャスター）
- 今日感テレビ
- 福岡県庁知らせた課（ナレーション）
- あさチャン! (TBSテレビ制作)

不定期に福岡・佐賀からの中継に出演
フリーアナウンサーとして
- TBS NEWS（2018年10月 -  2023年4月）
- 全力の私でいたい(ナレーター、BS-TBS)[9]

### 連載
- じゅろMyコラム（スポーツニッポン西部版、毎月第4水曜日）[10]